# Памяти друга
«Па́мяти дру́га» — стихотворение, написанное русской советской поэтессой Анной Ахматововой 8 ноября 1945 года. Впервые опубликовано в журнале «Ленинград» в 1946 году. На одном из автографов автором проставлены инициалы Сергея Борисовича Рудакова — поэта и литературоведа, погибшего в бою Великой Отечественной войны. Стихотворение затрагивает тему памяти и сострадания ко всем погибшим на фронте, в тылу и в местах заключения. Написано стилистически нейтральным языком — построено на употреблении оксюморонов, касающихся смерти и жизни. Использовалось как литературная основа для создания академических музыкальных произведений.

## Создание и публикации
(Отрывок )

И в День Победы, нежный и туманный,

Когда заря, как зарево, красна,

Вдовою у могилы безымянной

Хлопочет запоздалая весна.

<…>
Стихотворение написано 8 ноября 1945 года — в записях под диктовку Анны Ахматововой уточнено: ночью. К этому моменту поэтесса более полутора лет проживала в Ленинграде после возвращения из эвакуации, вызванной началом Великой Отечественной войны, там же встретила и День Победы. В одном из автографов стихотворения проставлено посвящение С.Б.Р. — памяти Сергея Борисовича Рудакова, поэта и литературоведа, погибшего в бою в 1944 году. В предвоенные годы по предложению Ахматовой Рудаков занимался исследованием творчества и хранил архив первого мужа поэтессы — Николая Гумилёва.
После известия о гибели Рудакова Ахматова, вместе с писательницей Надеждой Мандельштам, направили вдове Рудакова телеграмму с соболезнованиями: «…Никогда не забудем дорогого Сергея Борисовича». Ей же в 1945 (или в 1946) году Ахматова подарила автограф стихотворения с посвящением С.Б.Р. Однако в последующем его текст публиковался без этого посвящения. Как предполагала в этой связи филолог Н. Королёва — либо потому, что отношения с вдовой Рудакова осложнились из-за её решения продавать рукописи из архива Гумилёва, либо потому, что, озаглавив стихотворение «Памяти друга», Ахматова на самом деле адресовала его широкому кругу друзей, погибших в блокадном Ленинграде и на других фронтах.
Стихотворение впервые опубликовано в номере 1—2 журнала «Ленинград» в феврале 1946 года в составе подборки других сочинений и с портретом Ахматовой. 7 апреля — напечатано в газете «Известия», позже — неоднократно переиздавалось. Включалось в рукописи сборников «Слава миру!» и «Нечет».

## Основная тема
Характерная для военной лирики Анны Ахматовой тема памяти и сострадания является основополагающей и в «Памяти друга». Однако, в отличие от некоторых ранних стихотворений поэтессы, память здесь не уносит в прошлое, а обращена в будущее, в новую жизнь — поэтому создан образ «хлопочущей» весны. Упоминание «могилы безымянной» одними исследователями трактовалось в узком смысле — как ассоциация с могилой Неизвестного солдата, что позволяет оценивать само стихотворение как выражение общенародной памяти о не вернувшихся с войны, другими — в более широком смысле — как память обо всех погибших на фронте и в тылу, в тюрьмах и лагерях.
«Это одно из самых мудрых и в своей мудрости прекрасных стихов о нашей Победе. Весенний, знобкий воздух, сквозящий в строчках этого восьмистишия, говорит нам об освежённом пространстве того незабываемого времени больше многих других, фанфарных и громких стихов».
В последнем случае филолог П. Подберёзкина отмечала сходство, явную «перекличку» «Памяти друга» со стихотворением 1921 года «Заплаканная осень, как вдова…», посвящённого памяти расстрелянного поэта Николая Гумилёва, который тоже был военным, и могила которого тоже осталась безымянной. Из числа близких людей были репрессированы также гражданский муж Ахматовой, критик Николай Пунин и поэт Осип Мандельштам. Но в своём творчестве, заключала Подберёзкина, Ахматова «оплакивала» всех погибших — их поминание, «оплакивание» она считала своим человеческим, гражданским и поэтическим долгом. Официозному стихотворному «казённому гимну» — противопоставила «высокое звание плакальщицы». В этой связи литературовед Алексей Павловский замечал, что в «Памяти друга» читатель слышит ноту «мужественной скорби».
Особое внимание Подберёзкина обращала на датировку «Памяти друга»: 8 ноября по новому стилю или 26 октября по старому стилю — в церковном месяцеслове это день памяти великомученика Димитрия Солунского. В субботу, предшествующую этому дню, поминаются все усопшие: по легенде, так было установлено князем Дмитрием Донским, одержавшим победу в Куликовской битве и положившим совершение вселенской панихиды по погибшим на поле боя.

## Форма и художественные особенности
Как отмечала филолог Е. Кирпичёва, «Памяти друга» — краткий «поэтический этюд», набросок с картины «общего контекста истории страны», запечатлевшегося в памяти Анны Ахматовой. Стихотворение состоит из двух строф, по четыре строки в каждой. Стихотворный размер — чередование четырёхстопного и трёхстопного ямба, осложнённое пиррихиями. Это воспринимается читателем, словами филолога, чётким «звучащим внутри» ритмом — в «Памяти друга» возникает «своеобразная мелодия», совпадающая с ритмическими ударениями. Кирпичёва обращала внимание на то, что эти ритмические ударения сходятся с ударениями интонационными, то есть падают на слова, отражающие, по её мнению, главную мысль: «Вдовою у могилы безымянной / Хлопочет запоздалая весна. / Она с колен подняться не спешит, / Дохнет на почку, и траву погладит». Такое совпадение ударений она интерпретирует как отражение «трагического отсутствия героя и трогательной заботы героини о продолжающейся жизни («почка», «бабочка», «первый одуванчик»)».
Основной художественный приём, использованный в «Памяти друга» и характерный для лирики Ахматовой в целом, — «незримое присутствие», избегание прямого повествования, в данном случае о человеческом горе и потерях на войне. Внимание поэтессы сосредоточено на общечеловеческой трагедии войны, а не на противостоянии армий и систем. Она использует стилистически нейтральную лексику, придерживается интонации «бесстрастного наблюдателя». Отсюда — неброские эпитеты («День Победы, нежный и туманный»), одно поэтические сравнение («заря, как зарево, красна») и одно олицетворение («вдовою … хлопочет … весна»).
Ахматова прибегает к оксюморонному построению стихотворения, основанному на сочетании знаков-признаков смерти и жизни. Так, со слов филолога Галины Темненко, олицетворение вдовы с осенью широко распространено ещё со времён Средневековья, в частности, встречается в 97 сонете Шекспира. Оно употреблялось и в русской поэзии, например, в «Листопаде» Бунина и у самой Ахматовой — в том же стихотворении «Заплаканная осень, как вдова…». Но в «Памяти друга» вдовой, ассоциирующейся со смертью, вдруг «оказывается» весна — традиционный символ возрождения и обновления жизни. Сочетание в образе весны ассоциаций традиционных и сугубо авторских, связанных с личными душевными переживаниями, настраивает читателя на трагическое восприятие действительности. Другой пример употребления оксюморонов — вдова-весна заботится о могиле, но в то же время её заботы «животворят» мир. Также — «первый одуванчик», выросший в могильной траве, хоть он ещё «одинокий и неуверенный», но весна его уже «распушила», что делает образ зримым и живым. Наконец, контрастными здесь являются и сами «краски» Дня Победы: «нежная туманность северного весеннего утра включает и память о военных пожарах — трагический цвет зарева». Темненко приводит также другие примеры соединения «несоединимых качеств» в стихотворении: так, заботы весны-вдовы объединяют «чисто человеческое» поведение с объективными приметами весеннего пробуждения природы.
В строке «Хлопочет запоздалая весна» соединены представления о прошлом, настоящем и будущем. Начало мирной жизни (заря) «окрашено в краски тяжёлых воспоминаний о пожарах и пепелищах войны» — прошлое всё равно «остаётся» перед глазами (зарево и могила). И весна «запоздалая» — будто ожидавшая «чего-то несбыточного». Но вместе в тем, она же здесь и «хлопочущая»: «Дохнет на почку, и траву погладит, / И бабочку с плеча на землю ссадит, / И первый одуванчик распушит». Повторяющийся союз и в трёх последних строках концентрирует внимание читателя именно на логически выделяемых глаголах действия, способствуя их большой смысловой значимости в данном контексте, а также в сочетании со словом «хлопотать». В «заботах» весны — аллюзия к послевоенному обустройству человеческой жизни и человеческой памяти.

## В музыке
Текст стихотворения использовался как литературная основа для создания академических музыкальных произведений, наиболее известными из которых являются следующие.
| Наименование                                                  | Жанр                                                                                       | Композитор       | Номер части |
| ------------------------------------------------------------- | ------------------------------------------------------------------------------------------ | ---------------- | ----------- |
| «Ветер войны» (1989)                                          | Кантата для смешанного хора, сопрано в сопровождении ударных инструментов                  | Юрий Левитин     | Седьмая     |
| «И в День Победы, нежный и туманный…» («Памяти друга»)        | Хор без сопровождения                                                                      | Дмитрий Смирнов  | —           |
| «Осаждённый Ленинград» (1968)                                 | Лирическая кантата для сопрано, смешанного хора и симфонического оркестра в четырёх частях | Григорий Корчмар | Четвёртая   |
| «Памяти друга» («И в День Победы, нежный и туманный…») (1982) | Кантата для хора без сопровождения                                                         | Юрий Юкечев      | —           |